# 篠谷菜留
篠谷菜留（日语：／ Shinoya Naru，1994年3月18日—），日本女子羽毛球运动员，亦為現役日本國家羽毛球隊（A隊）成員。愛知縣大府市出生，畢業於大府市立大府北中学校及青森山田高校，2012年4月起加入日本Unisys株式會社，並為旗下羽毛球部的成員，現隸屬於NTT東日本株式會社南關東事業部（東京）。

## 簡歷
2014年3月，篠谷菜留與Unisys的隊友栗原文音出戰波蘭羽毛球公開賽，並從資格賽開始一路打進女雙決賽，以1比2（21-15、17-21、20-22）僅負於俄羅斯組合屈居亞軍，但已創下個人生涯最佳的國際賽成績。同年4月，她与栗原文音出戰大阪羽毛球國際挑戰賽，在女雙準决赛以1比2（19-21、21-14、20-22）不敌赛会6号种子、队友的松尾靜香/內藤真實。接着7月，她与栗原文音出戰俄羅斯羽毛球大獎賽，在女雙準决赛以0比2（16-21、16-21）不敌同胞的三木佑里子/米元小春。年尾11月，她与栗原文音出戰馬來西亞羽毛球國際挑戰賽，在女雙决赛以2比0 （21-14、21-17）击败了赛会2号种子、印尼的马雷塔·德亚·乔瓦尼/罗西尔塔·伊卡·普特里·萨里，俩人一起奪得其首個國際職業賽冠軍。
2015年3月，篠谷菜留与栗原文音出戰葡萄牙羽毛球國際賽，在女雙决赛以2比0（21-13、21-16）击退了德国的卡罗拉·鲍特/珍妮弗·卡诺特，奪得第二個國際職業賽冠軍。同期3月，她与栗原文音出戰瑞士羽毛球黃金大獎賽，在女雙决赛鏖战三局不敌中国组合。随后4月，她与栗原文音出戰大阪羽毛球國際挑戰賽，在女雙準决赛中选择退赛。
2016年3月，篠谷菜留与新搭档的星千智出戰秘鲁羽毛球國際系列賽，在女雙决赛以2比0（21-5、21-7）横扫赛会头号种子、土耳其的杰姆雷·费拉/埃布鲁·亚兹甘，俩人首次合作奪得其首個國際職業賽冠軍。同期3月，她继续与星千智出戰巴西羽毛球國際賽，在女雙决赛以2比0（21-13、21-19）轻取澳大利亚的塞特亚纳·玛帕萨/格罗娅·萨莫维尔，奪得第二個國際職業賽冠軍。
2017年3月，篠谷菜留与星千智出戰葡萄牙羽毛球國際賽，在女雙决赛以2比0（21-13、21-6）轻取丹麦的埃米莉·尤尔·摩勒/麦尔·苏罗，成功地卫冕赢得女雙冠軍。接着4月，她与星千智出戰芬蘭羽毛球公開賽，在女雙决赛以0比2（18-21、13-21）不敌队友的新玉美鄉/渡邊茜，赢得亚軍。随后5月，她与星千智出戰樂魚羽毛球國際挑戰賽，在女雙决赛以0比2（19-21、14-21）不敌赛会6号种子、同胞的松山奈未/志田千陽，赢得亚軍。同年7月，她与星千智出戰加拿大羽毛球大獎賽，在女雙决赛以1比2（16-21、21-16、18-21）不敌赛会6号种子、队友的松本麻佑/永原和可那，赢得亚軍。年尾11月，她与新拍档的岡村洋輝出戰馬來西亞羽毛球國際挑戰賽，在混雙决赛以2比0（21-10、24-22）力克跨国组合的[马来西亚：约根德兰·克里希南/印度：普拉加克塔·沙旺特]，俩人首次合作奪得其首個國際職業賽冠軍。
2018年8月，篠谷菜留与新搭档的三橋健也出戰大阪羽毛球國際挑戰賽，在混雙準决赛以0比2（16-21、13-21）不敌韩国新秀的金元昊/李幽琳，赢得亚軍。
2023年苏迪曼杯半決賽，日本队對中国队，山下恭平/筱谷菜留在混雙比賽中以2：1勝冯彦哲/黄东萍，為日本隊得到第一分。

## 主要比賽成績
只列出曾進入準決賽的國際賽事成績：
| 年份   | 賽事                     | 公開賽級別 | 項目     | 拍檔     | 成績   |
| ------ | ------------------------ | ---------- | -------- | -------- | ------ |
| 2014年 | 波蘭羽毛球公開賽         | 國際挑戰賽 | 女子雙打 | 栗原文音 | 亞軍   |
| 2014年 | 大阪羽毛球國際挑戰賽     | 國際挑戰賽 | 女子雙打 | 栗原文音 | 準決賽 |
| 2014年 | 中國羽毛球大師賽         | 黃金大獎賽 | 女子雙打 | 栗原文音 | 準決賽 |
| 2014年 | 俄羅斯羽毛球大獎賽       | 大獎賽     | 女子雙打 | 栗原文音 | 準決賽 |
| 2014年 | 馬來西亞羽毛球國際挑戰賽 | 國際挑戰賽 | 女子雙打 | 栗原文音 | 冠軍   |
| 2015年 | 中國羽毛球國際挑戰賽     | 國際挑戰賽 | 女子雙打 | 栗原文音 | 亞軍   |
| 2015年 | 葡萄牙羽毛球國際賽       | 國際系列賽 | 女子雙打 | 栗原文音 | 冠軍   |
| 2015年 | 瑞士羽毛球黃金大獎賽     | 黃金大獎賽 | 女子雙打 | 栗原文音 | 亞軍   |
| 2015年 | 大阪羽毛球國際挑戰賽     | 國際挑戰賽 | 女子雙打 | 栗原文音 | 準決賽 |
| 2015年 | 美國羽毛球黃金大獎賽     | 黃金大獎賽 | 女子雙打 | 栗原文音 | 亞軍   |
| 2016年 | 秘鲁羽毛球國際系列賽     | 國際系列賽 | 女子雙打 | 星千智   | 冠軍   |
| 2016年 | 巴西羽毛球國際賽         | 國際系列賽 | 女子雙打 | 星千智   | 冠軍   |
| 2017年 | 葡萄牙羽毛球國際賽       | 國際系列賽 | 女子雙打 | 星千智   | 冠軍   |
| 2017年 | 芬蘭羽毛球公開賽         | 國際挑戰賽 | 女子雙打 | 星千智   | 亞軍   |
| 2017年 | 樂魚羽毛球國際挑戰賽     | 國際挑戰賽 | 女子雙打 | 星千智   | 亞軍   |
| 2017年 | 加拿大羽毛球大獎賽       | 大獎賽     | 女子雙打 | 星千智   | 亞軍   |
| 2017年 | 馬來西亞羽毛球國際挑戰賽 | 國際挑戰賽 | 混合雙打 | 岡村洋輝 | 冠軍   |
| 2018年 | 大阪羽毛球國際挑戰賽     | 國際挑戰賽 | 混合雙打 | 三橋健也 | 準決賽 |
| 2018年 | 中華台北羽毛球公開賽     | 超級300賽  | 女子雙打 | 栗原文音 | 亞軍   |
| 2019年 | 瑞典羽毛球公開賽         | 國際系列賽 | 混合雙打 | 山下恭平 | 準決賽 |
| 2019年 | 秋田羽毛球大師賽         | 超級100賽  | 混合雙打 | 山下恭平 | 亚军   |
| 2019年 | 印尼羽毛球國際挑戰賽     | 國際挑戰賽 | 女子雙打 | 齋藤夏   | 亞軍   |
| 2019年 | 马来西亚羽毛球国际挑战赛 | 國際挑戰賽 | 女子雙打 | 齋藤夏   | 冠軍   |
| 2019年 | 马来西亚羽毛球国际挑战赛 | 國際挑戰賽 | 混合雙打 | 山下恭平 | 準決賽 |
| 2021年 | 比利時羽毛球國際賽       | 國際挑戰賽 | 混合雙打 | 山下恭平 | 準決賽 |
| 2021年 | 世界羽毛球錦標賽         | 其他       | 混合雙打 | 山下恭平 | 季軍   |
| 2023年 | 德國羽毛球公開賽         | 超級300賽  | 混合雙打 | 山下恭平 | 準決賽 |
| 2023年 | 蘇迪曼盃                 | 其他       | 混合團体 | －       | 季軍   |
| 2023年 | 加拿大羽毛球公開賽       | 超級500賽  | 混合雙打 | 山下恭平 | 準決賽 |
| 2023年 | 亞洲運動會羽毛球比賽     | 其他       | 女子團体 | －       | 銅牌   |
| 2024年 | 馬來西亞羽毛球國際挑戰賽 | 國際挑戰賽 | 女子雙打 | 山北奈緒 | 冠軍   |

| 2007-2017年 | 首要超級賽 | 超級賽 | 黃金大獎賽 | 大獎賽 | 國際挑戰賽 | 國際系列賽 | 未來系列賽 | 其他 |

| 2018-2026年 | 總決賽 | 超級1000賽 | 超級750賽 | 超級500賽 | 超級300賽 | 超級100賽 | 國際挑戰賽 | 國際系列賽 | 未來系列賽 | 其他 |

### 奧運會和世錦賽參賽紀錄
|          | 搭檔     | 2021 | 2022 | 2023 |
| -------- | -------- | ---- | ---- | ---- |
| 混合雙打 | 山下恭平 | 季軍 | 16強 | 32強 |